# SV
SV là một trò chơi truyền hình dành cho sinh viên các trường đại học, cao đẳng (ĐH, CĐ) của Việt Nam. Chương trình do Trung ương Hội Sinh viên Việt Nam, Bộ Giáo dục & Đào tạo và Ban Thể thao Giải trí và Thông tin kinh tế (nay là Ban sản xuất các chương trình giải trí), Đài Truyền hình Việt Nam phối hợp tổ chức 4 năm 1 lần từ năm 1996, lấy cảm hứng từ trò chơi KVN (Câu lạc bộ những người thông thái và vui tính) của Nga. Mục đích chính của chương trình là tạo ra một sân chơi trí tuệ, khai thác khả năng hài hước, thông thái của sinh viên.

## Hình thành
SV ra đời trong hoàn cảnh tình hình thế giới khoảng giữa những năm 90 của thế kỷ 20 là giai đoạn các phong trào sinh viên phát triển rất mạnh ở các nước như Trung Quốc, Hàn Quốc. Nhà báo Lại Văn Sâm chia sẻ: "Khi chúng tôi ra mắt kênh VTV3 vào năm 1996, đối tượng đầu tiên chúng tôi hướng đến đó là thanh niên. Và trong thanh niên thì đối tượng chính, nòng cốt là các bạn sinh viên. Chính vì thế, chúng tôi hướng chương trình của mình tới các bạn ấy, đồng thời cố gắng khơi dậy tinh thần tuổi trẻ, lòng nhiệt huyết ở các bạn".
"Tôi cũng từng là sinh viên, tôi biết đấy là một lực lượng gọi là tài nguyên vô tận để mình khai thác – từ trí tuệ đến sự hài hước, nghịch ngợm, trong sáng, ngây thơ… Và tất cả những điều ấy nó rất phù hợp với một kênh giải trí đang cần. Tôi đã dựa trên chương trình của Nga để viết ra SV cho phù hợp với Việt Nam", ông nói.

## Các năm tổ chức

### SV 1996
SV 1996, hay được biết đến rộng rãi với tên SV 96, là chương trình SV đầu tiên được tổ chức và cũng là chương trình đầu tiên của kênh VTV3, Đài Truyền hình Việt Nam. Chương trình này được biết đến nhiều và trở thành kỷ niệm đáng nhớ của các thế hệ sinh viên Việt Nam sinh năm 1973 đến 1978 và khán giả Việt Nam nửa cuối thập niên 90 nói chung.
SV 96 khởi sự lúc 12:00 ngày 31 tháng 3 năm 1996 ở Hà Nội khi ba trường ĐH lớn nằm gần nhau là ĐH Bách Khoa Hà Nội, ĐH Xây dựng và ĐH Kinh tế Quốc dân thi đấu với nhau trong một game show mới lạ do kênh truyền hình VTV3 tổ chức. Sau lần thử nghiệm thành công, chương trình ngay lập tức được tổ chức tại khắp 3 miền của Việt Nam.
Năm đầu tiên lên sóng, SV 96 đã tạo được ấn tượng mạnh mẽ với khán giả Việt Nam. Nhiều người từng tham gia chương trình sau này đã trở thành những gương mặt thành danh như ca sĩ Mỹ Linh, Bằng Kiều, nhạc sĩ Lê Minh Sơn, MC Anh Tuấn (đội Nhạc viện Hà Nội), Ban nhạc Bức Tường (đội ĐH Xây dựng), nghệ sĩ hài Xuân Bắc (ĐH Sân khấu điện ảnh), Trịnh Minh Giang (đội ĐH Thăng Long), Tùng John (đội ĐH Khoa học Tự nhiên), kiến trúc sư Nguyễn Thu Phong (ĐH Kiến trúc TP.HCM), ...
Ngay từ khi ra đời, chương trình SV, đặc biệt là SV 96 đã thực sự gây tiếng vang lớn, là một sân chơi thế hiện trí tuệ và sự thông minh, sáng tạo cho những sinh viên tài năng. Đó cũng là lần đầu tiên, khán giả truyền hình nhận diện được sinh viên Việt Nam đang như thế nào, khi trước đó, họ chưa biết hết khả năng cũng như các mặt tích cực của sinh viên. Dù hoàn cảnh của đất nước vẫn còn nhiều khó khăn nhưng phong trào SV 96 đã lan tỏa mạnh mẽ và nhận được nhiều sự ủng hộ của sinh viên.
| “             | Mỗi một cuộc SV chỉ phát khoảng vài nghìn vé nhưng thực tế lượng người đến xem lúc nào cũng 5 - 6 nghìn người, thậm chí có nơi lên đến hàng chục nghìn. Tôi còn nhớ, trận đấu SV đầu tiên được tổ chức tại nhà văn hóa Từ Liêm, toàn bộ ghế bị giẫm đạp gãy hết và lần đầu tiên Đài Truyền hình Việt Nam phải đền bù hết 47 triệu đồng. Đó là một số tiền vô cùng lớn lúc bấy giờ. | ” |
| — Lại Văn Sâm | |   |

SV 96 ra đời khi khái niệm trò chơi giải trí trên truyền hình còn rất xa lạ với khán giả Việt Nam. Từ những bước thử nghiệm ban đầu, SV 96 đã dần thành công khi liên kết được các sinh viên với nhau qua những trò chơi, đố vui kiến thức đầy tính trí tuệ và tạo được hình ảnh sinh viên năng động, thông thái trong mắt xã hội.
Những người hâm mộ cũng đều ấn tượng với hình ảnh nhà báo Lại Văn Sâm trong vai trò là người dẫn chương trình. Qua 26 cuộc thi SV 96 ở Hà Nội, Thành phố Hồ Chí Minh và Quảng Nam - Đà Nẵng, uy tín của ông ngày càng có chỗ đứng trong lòng người hâm mộ.
Nhưng thành công vang dội nhất phải kể đến trận Chung kết giữa bốn đội: ĐH Kiến trúc Thành phố Hồ Chí Minh, ĐH Thủy lợi Hà Nội, ĐH Dân lập Thăng Long và ĐH Đà Nẵng, trận đấu được hàng vạn sinh viên và hàng triệu người mong đợi. Tối ngày 31 tháng 12 năm 1996, hàng chục ngàn sinh viên làm tắc nghẽn các con phố bao quanh Nhà thi đấu ĐH Bách Khoa Hà Nội. Do nhà thi đấu chỉ chứa được tối đa 1500 người, nên phần lớn các cổ động viên phải xem chung kết qua màn hình TV 300 inch đặt bên Sân vận động Hàng Đẫy. Trận Chung kết SV 96 được truyền hình trực tiếp trong vòng 4 tiếng đồng hồ (bắt đầu từ 20:00) tại Nhà thi đấu Trịnh Hoài Đức, phát sóng trên toàn lãnh thổ Việt Nam qua kênh VTV3, kéo theo sự vào cuộc của các nhà tài trợ. Nếu Công ty Nước giải khát Quốc tế IBC hiện diện bằng những lon Pepsi xanh thì Công ty điện thoại - điện tín Nhật Bản NTT cung cấp thêm ba số điện thoại di động để khán giả gọi đến cuộc thi. Cả ba số đường dây nóng này lúc nào cũng ở trong tình trạng quá tải bởi vô số lời chúc mừng, ý kiến và lời hứa trao giải thưởng của khán giả truyền hình. Thậm chí những người có số điện thoại gần giống cũng liên tục bị những người hâm mộ từ Thành phố Hồ Chí Minh gọi nhầm.
Từ sau thành công của SV 96 và Trò chơi liên tỉnh, VTV3 cũng bắt đầu cho ra mắt hàng loạt chương trình mới, phong phú và đa dạng hơn như Câu lạc bộ bạn yêu nhạc, Bảy sắc cầu vồng, Những người bạn ngộ nghĩnh, Từ ánh mắt đến trái tim...

### SV 2000
Chương trình đã trở lại với khán giả sau 4 năm vắng bóng trên VTV3. Nhà báo Lại Văn Sâm tiếp tục đảm nhận vị trí dẫn dắt chương trình này, đồng thời vẫn là người viết kịch bản và đạo diễn cho chương trình. So với SV 96, tính hấp dẫn của SV 2000 có phần giảm đi, đó là ý kiến của đa số khán giả. Bên cạnh đó, lượng khán giả đến với SV 2000 còn ít hơn so với 4 năm trước. Chính những người tổ chức chương trình cũng đã tiên liệu được điều này. Nhà báo Lại Văn Sâm nói trong buổi họp báo trước khi SV 2000 bắt đầu: Khán giả không nên chờ đợi, kỳ vọng những gì đột biến hoặc khác lạ so với SV 96. Bởi nếu SV khác lạ hoàn toàn thì lúc ấy không còn là SV nữa.
Theo ông, nguyên nhân của tình trạng này là do SV 2000 bị khống chế nhiều về thời lượng. Năm 1996, khi VTV3 không có nhiều chương trình, SV được phát sóng trong gần 3 tiếng, nhưng 4 năm sau, khi trên sóng đã có nhiều chương trình mới mẻ hơn cho khán giả lựa chọn, dù vẫn làm theo mô-típ SV 96, đến khi dựng chương trình phải cắt bỏ nhiều phân đoạn vì chỉ có 60 phút phát sóng. Hơn nữa, lỗi một phần nằm ở những người làm chương trình khi chưa chuyển tải hết được không khí của SV. Khán giả xem truyền hình cho rằng, việc sinh viên dám nói đùa, nói tếu những mặt tiêu cực trong xã hội trên sân khấu đã không còn là điều gì mới mẻ nữa.
Đêm chung kết ngày 30/12/2000, hơn 6.000 cổ động viên SV đã đến với đêm chung kết cuộc thi SV 2000 toàn quốc với chủ đề "SV chào thế kỷ 21" tại nhà thi đấu Quân khu 7. Kết quả chung cuộc đội ĐH Ngoại thương cơ sở 2 TP HCM đã vô địch, nhận giải thưởng trị giá 30 triệu đồng và được nhà tài trợ P&G tặng một chuyến du lịch Singapore. Giải nhì thuộc về ĐH Đà Nẵng và giải ba là ĐH Sư phạm Hà Nội.
Ban tổ chức cũng trao các giải phụ như Lời chào hóm hỉnh cho ĐH Mỹ thuật và ĐH khoa học tự nhiên TP HCM; Tài năng xuất sắc cho ĐH Dược Hà Nội, ĐH Đà Nẵng; Ước mơ bay bổng cho ĐH Y Hà Nội; Lời bình phóng sự hay cho ĐH Ngoại Thương cơ sở 2 TP HCM; Giải phong cách cho ĐH dân lập Kỹ thuật công nghệ TP HCM và Cao đẳng Sư phạm Gia Lai. Đội được khán giả yêu thích nhất là ĐH Đà Nẵng và ĐH Y Hà Nội.
Bài hát chủ đề của chương trình là "Bình minh sinh viên", do nhạc sĩ Trần Lập sáng tác và ban nhạc Bức Tường thể hiện.
Sau SV 2000, nhà báo Lại Văn Sâm cảm thấy chương trình chưa đủ hấp dẫn nên chính ông đã quyết định tạm dừng làm SV, đồng nghĩa với việc chương trình SV tạm dừng phát sóng đến năm 2011.

### SV 2012
Sau 12 năm vắng bóng trên sóng truyền hình, chương trình đã quay trở lại với mùa thứ 3 mang tên SV 2012 cùng khẩu hiệu "Sự trở lại của những nhà thông thái vui tính". Mặc dù có nhiều thay đổi so với các phiên bản trước đây nhưng SV 2012 vẫn hướng tới hai tiêu chí là sự thông minh và dí dỏm của sinh viên. SV 2012 được khởi động bằng một đêm Gala vào ngày 25/12/2011 nhằm nhìn lại những dấu ấn đáng nhớ của hai kỳ SV trước, gặp gỡ những ngôi sao từng gắn bó với SV và những nhà vô địch của SV.
Thành phần ban giám khảo được rút gọn còn 3 người, nhưng được thay đổi qua từng cuộc thi và theo vùng miền. Nhà báo Lại Văn Sâm (Trưởng ban VTV3), người từng dẫn dắt chương trình của hai phiên bản SV trước, chính thức trở thành trưởng ban giám khảo của cả 3 miền, đồng hành cùng các vị giám khảo với những người nổi tiếng, đồng thời vẫn là người chỉ đạo sản xuất chương trình.
Trong khi đó ở vị trí người dẫn chương trình, MC Trung Kiên là người đảm nhận vị trí dẫn dắt các đội tuyển ở vòng loại đầu tiên của khu vực miền Bắc, còn MC Nguyên Khang là người đảm nhận vị trí dẫn dắt các đội tuyển ở khu vực miền Trung và khu vực miền Nam (trước khi trở thành người dẫn dắt cả 3 miền từ vòng loại thứ 2 của khu vực miền Bắc).
Từ năm này, luật trừ điểm của các vòng thi sẽ được áp dụng vì phần thi quá giờ: Lố từ 10 giây trở xuống thì các đội không bị trừ điểm, từ 11 đến 30 giây thì các đội sẽ bị trừ đi 0.5 điểm, và lố trên 30 giây thì các đội bị trừ 1 điểm (Điểm trừ ở vòng nào được tính vào kết quả tổng điểm vòng đó).
Chương trình được sự tài trợ của Công ty Cổ phần Acecook Việt Nam và nhãn hàng mì Hảo Hảo.
Bên cạnh đó, VTV cũng phối hợp cùng mạng xã hội Zing Me tổ chức chương trình SV 2012 Online nhằm mở rộng sân chơi cho sinh viên cả nước. SV 2012 Online đồng hành cùng 50 trận trên truyền hình và có nội dung thi như SV 2012.
Trong trận chung kết toàn quốc được tổ chức vào ngày 30/12/2012, ĐH Yersin Đà Lạt đã giành chức vô địch. Ngôi vị á quân thuộc về ĐH Xây dựng và đồng hạng ba là 2 đội ĐH Kinh tế Thành phố Hồ Chí Minh và ĐH Bách khoa Đà Nẵng. Đây cũng là lần đầu tiên trong lịch sử SV có sự xuất hiện của cầu truyền hình trực tiếp, đặt tại bốn trường có đội tuyển tham dự trận chung kết toàn quốc.
Bài hát chủ đề của chương trình là bài hát "Bình minh sinh viên - Trở lại", do nhạc sĩ Trần Lập sáng tác và ban nhạc Bức Tường thể hiện. Bài hát này được dựa trên lời bài hát "Bình minh sinh viên" của SV 2000, nhưng có chỉnh sửa một số câu chữ để phù hợp với thời điểm đó.

### SV 2016
SV 2016 lần này có sự thay đổi phần thi: SV Truyền cảm hứng và SV nói. MC Nguyên Khang tiếp tục là người dẫn dắt chương trình, nhà báo Lại Văn Sâm (Trưởng ban VTV3) tiếp tục ở vị trí ban giám khảo cùng với những khách mời nổi tiếng, đồng thời vẫn là người chỉ đạo sản xuất chương trình. Mùa này chỉ có 18 đội trên toàn quốc tham dự bao gồm: ĐH Xây dựng, ĐH Y Hà Nội, Khoa Y Dược ĐH QGHN, ĐH KHTN, ĐH Sư phạm HN2, ĐH KTCN Thái Nguyên, ĐH Y tế Công cộng, ĐH Kinh tế Huế, ĐH Kinh tế Đà Nẵng, CĐ Du lịch nghề Đà Nẵng, ĐH Quy Nhơn, ĐH Yesin Đà Lạt, ĐH CNTT TP.HCM, ĐH Công nghiệp TP.HCM, ĐH Luật TP.HCM, ĐH Quốc tế Hồng Bàng và ĐH Ngoại thương cơ sở 2.
Trong trận chung kết toàn quốc diễn ra vào ngày 18/9/2016, đội tuyển SV đại học Quy Nhơn đã giành quán quân với số điểm là 176,5; về vị trí thứ 2 là đội tuyển SV Đại học Y Hà Nội với số điểm là 172, còn đội tuyển SV Đại học Ngoại thương CS2 TP.Hồ Chí Minh về vị trí thứ 3 với số điểm là 164.

### SV 2020
Vẫn đề cao sự thông thái, dí dỏm và tài năng, SV 2020 có thêm các yếu tố hiện đại, khai thác góc nhìn mới của sinh viên thời đại 4.0. Chương trình chính thức phát động vòng loại trên toàn quốc qua hình thức chấm video giới thiệu về nhà trường, từ đó tìm ra 30 đội xuất sắc để vào vòng chung kết. Các đội được chia thành ba bảng theo chủ đề. Ở vòng bảng, các đội bắt cặp thi đấu với nhau để chọn ra 15 đội thắng và 3 đội thua được giám khảo yêu thích nhất của từng miền. Sau vòng chung kết miền, 3 đội xuất sắc nhất và 1 đội nhì được khán giả bình chọn trên hệ thống VTVgo sẽ lọt vào vòng chung kết toàn quốc. MC Nguyên Khang đã bất ngờ trở lại vị trí dẫn dắt trong trận chung kết toàn quốc.
So với các năm trước, chương trình năm nay có nhiều điểm mới. Trong số 10 thành viên đội tuyển SV của mỗi trường ĐH, sẽ có một người đóng vai trò MC dẫn dắt cả 3 phần thi của đội mình. Gương mặt MC được khán giả yêu thích nhất qua bình chọn trên ứng dụng VTVgo sẽ trở thành người dẫn chung kết SV 2020 (tổ chức ngày 27 tháng 3 năm 2021 trên VTV3).
SV 2020 cũng ghi nhận kỷ lục về số lượng giám khảo với 7 thành viên mỗi buổi thi, trong đó 2 giám khảo xuyên suốt là nhà báo Lại Văn Sâm (nguyên Trưởng ban Sản xuất các Chương trình Giải trí, Đài Truyền hình Việt Nam) và NSƯT Xuân Bắc (Giám đốc Nhà hát Kịch Việt Nam). Các thành viên còn lại đại diện cho Bộ Giáo dục và Đào tạo, Trung ương Đoàn hay các nghệ sĩ nổi tiếng, người của công chúng...
SV 2020 có 30 đội chia đều cho 3 miền tham gia gồm: ĐH Bách khoa Hà Nội, ĐH Luật Hà Nội, ĐH Công nghiệp, ĐH Xây dựng, Học viện Báo chí - Tuyên truyền, Học viện Cảnh sát nhân dân, Học viện Y dược học cổ truyền Việt Nam, ĐH FPT, ĐH Dược Hà Nội, ĐH RMIT, ĐH Thủ Dầu Một, ĐH Ngoại ngữ Tin học TP Hồ Chí Minh, ĐH Ngoại Thương Cơ Sở 2 TPHCM, ĐH Luật TPHCM, ĐH Kinh tế TP.HCM, ĐH Nguyễn Tất Thành TP.HCM, ĐH Khoa Học Xã Hội Nhân Văn, ĐH Quốc Tế Hồng Bàng, ĐH Công Nghiệp TPHCM, ĐH Bách Khoa TPHCM, ĐH Kiến trúc Đà Nẵng, ĐH Nha Trang, ĐH Bách khoa Đà Nẵng, ĐH Ngoại ngữ Đà Nẵng, ĐH Buôn Ma Thuột, ĐH Y Hà Nội, ĐH Bách Khoa Đà Nẵng, ĐH Yesin Đà Lạt, ĐH Phú Xuân, ĐH Đà Lạt, ĐH Tây Nguyên.
Trong trận chung kết toàn quốc, Học viện Cảnh sát nhân dân đã giành vị trí quán quân với 200,25 điểm, vị trí thứ 3 là Đại học Luật TP.HCM và Đại học Ngoại ngữ - Tin học TP.HCM với 192,75 điểm, Đại học Yersin Đà Lạt giành vị trí á quân với 200 điểm.
15 trường tham dự 3 trận chung kết miền không giành giải nhất tiếp tục được vào danh sách bình chọn trên mạng để chọn thêm 1 đội xuất sắc nhất cùng với 3 đội vô địch miền vào chung kết toàn quốc là:
- 5/6 đội lọt vào chung kết miền Bắc: ĐH Xây Dựng Hà Nội, Học viện Báo chí và Tuyên truyền, ĐH Công Nghiệp Hà Nội, ĐH Bách Khoa Hà Nội, ĐH FPT,
- 5/6 đội lọt vào chung kết miền Nam: ĐH Ngoại ngữ Tin học TP.HCM, ĐH Kinh tế TP.HCM, ĐH Khoa học Xã hội và Nhân văn TP.HCM, ĐH Quốc tế Hồng Bàng, ĐH Công nghiệp TP.HCM,
- 5/6 đội lọt vào chung kết miền Trung: ĐH Nha Trang, ĐH Bách Khoa Đà Nẵng, ĐH Y Hà Nội, ĐH Tây Nguyên, ĐH Đà Lạt.

## Phát sóng
- SV 96, SV 2000: 10:00 thứ 7 hàng tuần (khu vực phía Bắc trực tiếp), phát lại vào 20:40 thứ 5 trên VTV3 (1996 - 2000)
- SV 2012, SV 2016: 10:00 chủ nhật hàng tuần trên VTV3. Riêng ngày 21/8/2016, do trùng thời điểm diễn ra trận chung kết năm thứ 16 của chương trình Đường lên đỉnh Olympia nên chương trình chuyển sang vào lúc 13:00.
- SV 2020: 10:00 thứ 7 hàng tuần trên VTV3, 18:15 thứ sáu hàng tuần trên VTV4 (giờ Việt Nam) và 19:00 chủ nhật hàng tuần trên VTV6 (phát lại)

## Các trận chung kết năm
| Cuộc thi | Giải Nhất                      | Giải Nhì         | Giải Ba                                                      |
| -------- | ------------------------------ | ---------------- | ------------------------------------------------------------ |
| SV 96    | ĐH Thủy Lợi Hà Nội             | ĐH Đà Nẵng       | ĐH Kiến trúc TP.HCM, ĐH dân lập Thăng Long                   |
| SV 2000  | ĐH Ngoại thương cơ sở 2 TP HCM | ĐH Đà Nẵng       | ĐH Sư phạm Hà Nội 1                                          |
| SV 2012  | ĐH Yersin Đà Lạt               | ĐH Xây dựng      | ĐH Kinh tế TP.HCM, ĐH Bách khoa Đà Nẵng                      |
| SV 2016  | ĐH Quy Nhơn                    | ĐH Y Hà Nội      | ĐH Ngoại thương cơ sở 2                                      |
| SV 2020  | Học viện Cảnh sát nhân dân     | ĐH Yersin Đà Lạt | ĐH Luật Tp.Hồ Chí Minh ĐH Ngoại Ngữ - Tin Học Tp.Hồ Chí Minh |

## Thống kê
- Kể từ SV 1996 đến SV 2020, chỉ có 2 trường ĐH tham gia tất cả các kỳ SV là ĐH Xây dựng Hà Nội và ĐH Ngoại thương TP.HCM; các trường tham gia 4 lần trên tổng số 5 lần tổ chức là: ĐH Khoa học tự nhiên, ĐH Y Hà Nội, ĐH Luật Hà Nội, ĐH Quy Nhơn, ĐH Bách Khoa Đà Nẵng, ĐH Kinh tế TP.HCM.
- Đội vô địch SV96 là ĐH Thủy Lợi chỉ tham gia một kỳ duy nhất, các kỳ khác đều không tham dự hoặc không được tuyển chọn.
- Kỳ SV 2012 có số trường tham gia nhiều nhất với 99 trường, kỳ SV 2016 có số trường tham gia ít nhất với 18 trường.
- Trường ĐH Xây Dựng, Trường ĐH Y Hà Nội, ĐH Yesin Đà Lạt, ĐH Ngoại Thương TP.HCM là các trường từng lọt vào ít nhất 1 lần chung kết toàn quốc và 1 lần chung kết miền.

## Nhà tài trợ
- 1996: NTT, IBC (nay là Suntory PepsiCo Việt Nam)
- 2000: P&G
- 2004: Ajinomoto passacaglia
- 2008: Knorr beethoven virus
- 2012: Vina Acecook (nay là Acecook Việt Nam)
- 2016: Vifon it's a small world
- 2020: Omachi
- 2024: Tơm Lan Chi típpi